# A. B. Guthrie Jr.
Alfred Bertram Guthrie Jr. (Bedford, 13 gennaio 1901 – Choteau, 26 aprile 1991) è stato uno scrittore, sceneggiatore e giornalista statunitense, vincitore del Premio Pulitzer per la narrativa nel 1950 per il romanzo Il sentiero del West.

## Biografia
Alfred Bertram Guthrie Jr. nasce il 13 gennaio 1901 a Bedford, nell'Indiana.
Cresciuto nel Montana, dove si laurea in Giornalismo nel 1923, inizia ad esercitare la professione di reporter in Kentucky nella redazione del Lexington Leader, giornale dove rimarrà per un ventennio.
Il suo esordio nella narrativa avviene nel 1943 con il western Murders at Moon Dance, ma è con Il grande cielo del 1947 che avviene la sua consacrazione. L'opera andrà a comporre assieme a Il sentiero del West (Premio Pulitzer), Queste mille colline e Dolce, dolce terra, una quadrilogia attraverso la quale Guthrie elabora la sua personale epopea del selvaggio west donandogli dignità letteraria.
Intenso anche il rapporto con il mondo di Hollywood: Il grande cielo fornisce il soggetto per il capolavoro di Howard Hawks, Il sentiero del West diventa La via del West per la regia di Andrew V. McLaglen, Il re della prateria di Richard Fleischer è la trasposizione di Queste mille colline, mentre le sceneggiature de Il cavaliere della valle solitaria e Il kentuckiano portano la sua firma.
Muore a novant'anni il 26 aprile 1991 a Choteau, in Montana.

## Opere

### Western
- Murders at Moon Dance (1943)
- Il grande cielo (The big sky, 1947), Milano, Mondadori, 1950 - nuova ed. Fidenza, Mattioli 1885, 2014 traduzione di Nicola Manuppelli ISBN 978-88-6261-384-2.
- Il sentiero del West (The way West, 1949), Milano, Selezione dal Reader's Digest, 1957 - nuova ed. Milano, Mondadori, 1959 - nuova ed. Fidenza, Mattioli 1885, 2018 traduzione di Nicola Manuppelli ISBN 978-88-6261-660-7.
- Queste mille colline (These Thousand Hills, 1956), Milano, Mondadori, 1959 - nuova ed. Fidenza, Mattioli 1885, 2022 traduzione di Nicola Manuppelli ISBN 978-88-6261-757-4.
- Arfive (1971)
- Wild Pitch (1974)
- The Last Valley (1975)
- The Genuine Article (1977)
- No Second Wind (1980)
- Dolce, dolce terra (Fair Land, Fair Land, 1982), Fidenza, Mattioli 1885, 2023 traduzione di Nicola Manuppelli ISBN 978-88-6261-855-7
- Playing Catch-up (1985)
- Murder in the Cotswolds (1989)

### Racconti
- L'ultimo serpente (The Big It, And Other Stories, 1960), Fidenza, Mattioli 1885, 2016 traduzione di Nicola Manuppelli ISBN 978-88-6261-512-9.

### Saggistica
- The Blue Hen's Chick (autobiografico) (1965)
- Big Sky, Fair Land: the Environmental Essays of A. B. Guthrie Jr. a cura di David Peterson (1988)
- A Field Guide to Writing Fiction (1991)

### Narrativa per l'infanzia
- The Big Sky: An Edition For Young Readers (1950)
- Once Upon a Pond (1973)

### Poesia
- Four Miles from Ear Mountain (1987)

## Filmografia
- Il grande cielo (The Big Sky) regia di Howard Hawks (1952) (soggetto)
- Il cavaliere della valle solitaria (Shane) regia di George Stevens (1953) (sceneggiatura)
- Il kentuckiano (The Kentuckian) regia di Burt Lancaster (1955) (sceneggiatura)
- Il re della prateria (These Thousand Hills) regia di Richard Fleischer (1959) (soggetto)
- La via del West (The Way West) regia di Andrew V. McLaglen (1967) (soggetto)